# Хорхе Гарсія (нікарагуанський футболіст)
Хорхе Гарсія Уртадо (ісп. Jorge García Hurtado, нар. 27 серпня 1998, Манагуа) — нікарагуанський футболіст, півзахисник клубу «Вальтер Ферретті» та національної збірної Нікарагуа.

## Клубна кар'єра
У дорослому футболі дебютував 2016 року виступами за команду «Вальтер Ферретті», кольори якої захищає й донині.

## Виступи за збірну
2017 року дебютував в офіційних матчах у складі національної збірної Нікарагуа.
У складі збірної був учасником розіграшу Золотого кубка КОНКАКАФ 2017 року у США.
Наразі провів у формі головної команди країни 5 матчів, забивши 1 гол.